# Brian Kenny (homme politique)
Pour les articles homonymes, voir Kenny.
Brian Kenny est un homme politique canadien, député libéral de Bathurst puis de Bathurst-Ouest-Beresford à l'Assemblée législative du Nouveau-Brunswick de 2003 à 2020 et ministre dans les gouvernements provinciaux de Shawn Graham et de Brian Gallant.

## Biographie
Brian Kenny est né à Bathurst, au Nouveau-Brunswick. Ses parents sont David et Helen Kenny. Il est diplômé de l'école secondaire de Bathurst. Il devient courtier agréé en immeubles en 1995. Il a été président de la Chambre de commerce du Nouveau-Brunswick, de la Chambre de commerce du Grand Bathurst et du Groupe de travail Restigouche-Chaleur sur le développement économique. Il a aussi été secrétaire, trésorier et membre du conseil d’administration de l’Association immobilière du nord du Nouveau-Brunswick, en plus de participer au secteur de la construction individuelle et d'être membre de la Manufactured Housing Association of Atlantic Canada Inc. et de la Atlantic New Home Warranty Corporation.
Brian Kenny est membre du Parti libéral du Nouveau-Brunswick. Il est élu à la 55e législature pour représenter la circonscription de Bathurst à l'Assemblée législative du Nouveau-Brunswick le 9 juin 2003, lors de la 55e élection générale. Il siège alors au Comité permanent de l’ombudsman, en plus d'être porte-parole de l'Opposition officielle dans les domaines liés à la Société de développement régional. Il est réélu à la 56e législature le 18 septembre 2006, lors de la 56e élection générale. Il est nommé vice-président de l'Assemblée législative le 6 février 2007. Il est assermenté au Conseil exécutif le 12 novembre 2008 et nommé ministre d’État aux Aînés et ministre responsable du Secrétariat des organismes communautaires sans but lucratif.
Il est réélu à la 57e législature le 27 septembre 2010, lors de la 57e élection générale ainsi que lors des deux élections suivantes. 
Il a été président du conseil d’administration de la Commission développement régional Chaleur et il est membre actif du Club Rotary. Il est associé à la New Brunswick Golf Association et au Squire Green Golf Club, à Bathurst. Il a été bénévole auprès des Jeux du Canada, de Meals on Wheels et de plusieurs festivals locaux.
Son épouse Wendy McParkland est originaire de Big River. Le couple a deux filles, Bryanna et Madison.

## Résultats électoraux